# 欧洲时间
| 淺藍 | 欧洲西部时间／格林尼治標準時間（UTC）                       |
| 藍色 | 欧洲西部时间／格林尼治標準時間（UTC）                       |
| 藍色 | 欧洲西部夏令时间／英国夏令时／愛爾蘭標準時間（UTC+1）       |
| 紅色 | 欧洲中部时间（UTC+1）                                       |
| 紅色 | 欧洲中部夏令时间（UTC+2）                                   |
| 黃色 | 欧洲东部时间／加里宁格勒时间（UTC+2）                       |
| 金色 | 欧洲东部时间（UTC+2）                                       |
| 金色 | 欧洲东部夏令时间（UTC+3）                                   |
| 淺綠 | 歐洲极东時間／莫斯科时间／土耳其時間（UTC+3）               |
| 青綠 | 亞美尼亞時間／亞塞拜然時間／喬治亞時間／薩馬拉時間（UTC+4） |

欧洲各国使用自西一区至东五区的七个时区，图中仅展示中时区至东三区的四个以及一些国家采用夏令时的情况。除少数跨洲国家和冰岛之外，绝大多数欧洲国家于夏季采用夏令时。
按照原始的航海时间计算，全世界分为24个时区，以每15度经线分隔。由于各种的原因，实际上地球上各地的法定时间并不严格按照当地的地方时计算。例如西班牙和法国的经度几乎全部位于西经7.5度和东经7.5度之间，按照航海时间本应使用协调世界时（即中时区的标准时间），但两国实际上在冬季使用欧洲中部时间，也就是东一区的时间；而夏季采用夏令时，在原来的基础上再拨快一小时成为东二区的时间，使两国的法定时比地方时偏离更远。这导致的结果是当地的时钟指向正午12点时，太阳并不是在南天正中，而是偏东。
俄罗斯和白俄罗斯曾经在2011年3月至2014年10月使用“永久夏令时”制，在夏季结束后时钟不再调回冬季时间。俄罗斯后来又变回永久冬令时。对于冰岛这个欧洲最西的国家，虽然其全年采用中时区，没有立法规定夏令时，但其所处的理论时区为西一区，实际上等于全年都在使用夏令时。该国地处高纬度，全年日照时间差极大，部分抵消了法定时间和地方时的差距对人们生活的影响。

## 时区列表
现在是协调世界时2025年3月19日02:46、东八区时间2025年3月19日10:46。（按：若顯示有誤，按此可清除網頁快取，重新對時）
需注意的是，此处列出的夏令时间只在每年三月最后一个星期日01:00启用、十月最后一个星期日01:00结束。
| 时区名称                                                                          | 冬季时区 | 夏季时区 | 主要用于                                                                             | 当地时间                  |
| --------------------------------------------------------------------------------- | -------- | -------- | ------------------------------------------------------------------------------------ | ------------------------- |
| 冬：亚速尔时间 夏：亚速尔夏令时间                                                 | UTC-1    | UTC      | 亚速尔群岛                                                                           | 3月19日01:46 3月19日02:46 |
| 全年：冰岛时间                                                                    | UTC      | UTC      | 冰岛                                                                                 | 3月19日02:46              |
| 冬：格林尼治时间、欧洲西部时间 夏：欧洲西部夏令时间、英国夏令时间、爱尔兰标准时间 | UTC      | UTC+1    | 葡萄牙、英国、爱尔兰、法罗群岛、加那利群岛                                           | 3月19日02:46 3月19日03:46 |
| 冬：欧洲中部时间 夏：欧洲中部夏令时间                                             | UTC+1    | UTC+2    | 西欧大部分地区；斯堪的纳维亚；中欧；巴尔干半岛西部                                   | 3月19日03:46 3月19日04:46 |
| 全年：加里宁格勒时间                                                              | UTC+2    | UTC+2    | 俄罗斯加里宁格勒州                                                                   | 3月19日04:46              |
| 冬：欧洲东部时间 夏：欧洲东部夏季时间                                             | UTC+2    | UTC+3    | 芬兰、波罗的海国家、乌克兰（不包括克里米亞半島）、摩尔多瓦、罗马尼亚、保加利亚、希腊 | 3月19日04:46 3月19日05:46 |
| 全年：欧洲极东时间、莫斯科时间、土耳其时间、明斯克时间                            | UTC+3    | UTC+3    | 白俄罗斯、俄罗斯欧洲部分大部地区（包括烏克蘭克里米亞半島）、土耳其、南奥塞梯         | 3月19日05:46              |
| 全年：亚美尼亚标准时间、阿塞拜疆标准时间、格鲁吉亚标准时间、萨马拉时间            | UTC+4    | UTC+4    | 俄罗斯西部的部分地区、亚美尼亚、阿塞拜疆、格鲁吉亚                                   | 3月19日06:46              |
| 全年：叶卡捷琳堡时间、哈萨克斯坦西部时间                                          | UTC+5    | UTC+5    | 俄罗斯乌拉尔联邦管区、伏尔加联邦管区的一部分；哈萨克斯坦西部                         | 3月19日07:46              |

此外，欧盟国家的一些领土位于欧洲以外，当地使用其他的时区。
位於烏克蘭南部的克里米亞半島併入俄羅斯後。時區改為同莫斯科時區一樣，即UTC+3（東三區）。

## 标准时与地方时的对比
在欧洲尤其是西欧，各地法定时间比地方时快30分钟以上的情况极为常见。在夏季，法国、西班牙等国的法定时间甚至比地方时快2个小时以上。2018年9月，欧盟委员会提议不再使用夏令时。次年3月，欧洲议会投票支持自2021年起不再实行夏令时的建议。截至2019年9月，欧盟理事会尚未批准或驳回投票结果。

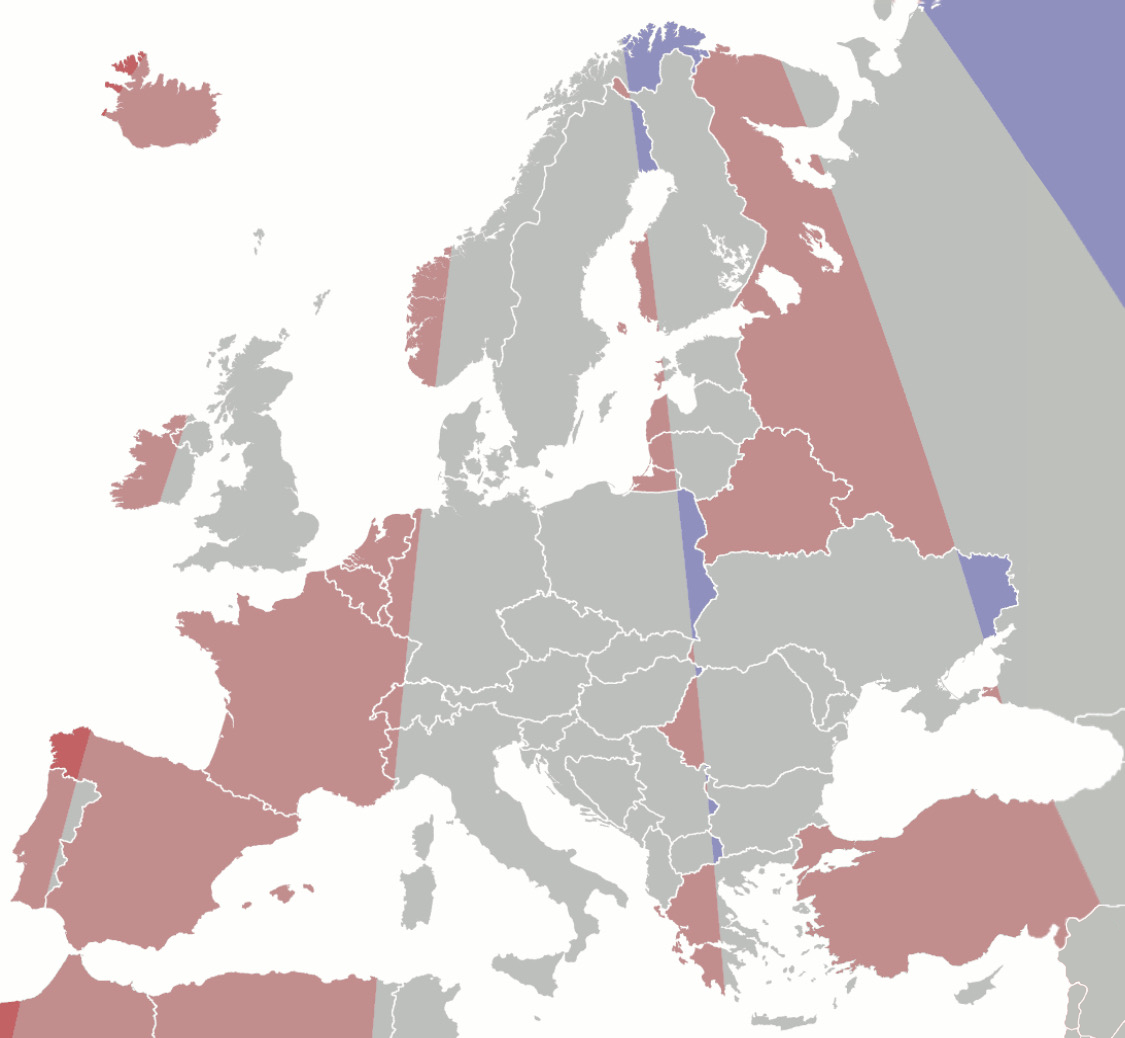
欧洲各地冬季法定时间比地方时……  慢30分钟以上  相差30分钟以内  快30至90分钟  快90分钟以上
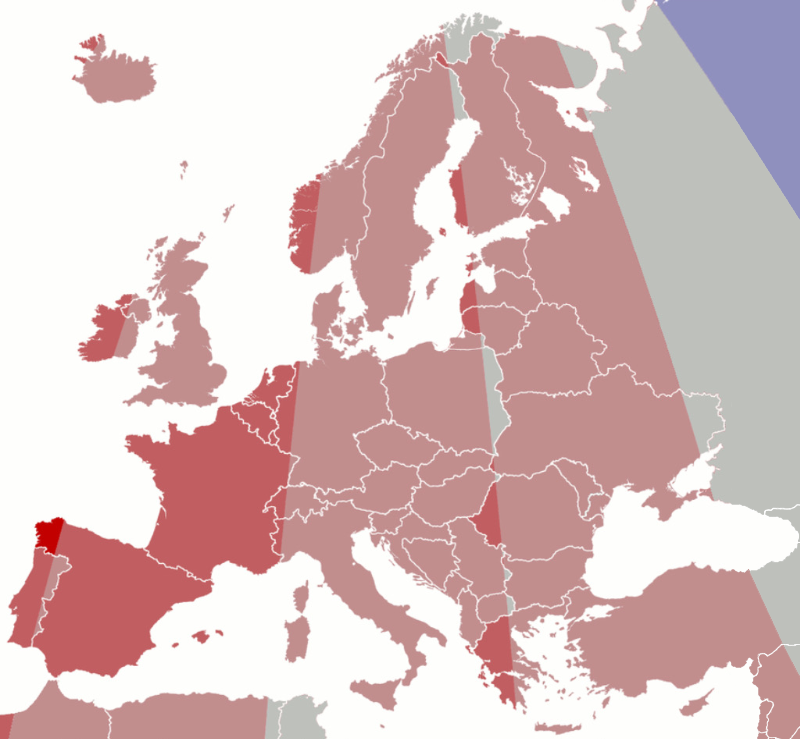
欧洲各地夏季法定时间比地方时……  慢30分钟以上  相差30分钟以内  快30至90分钟  快90至150分钟  快150分钟以上